# Ciclofil·lideus
Els ciclofil·lideus (Cyclophyllidea) són un ordre de platihelmints de la classe dels cestodes, que inclou el grup més important de paràsits dels éssers humans i els animals domèstics. Tots tenen múltiples segments anomenats proglotis, i tots tenen quatre ventoses en el seu escòlex o cap, encara que alguns poden tenir altres estructures. Les proglotis tenen l'obertura genital en un costat (excepte en els Dilepididae, que tenen obertures genitals a ambdós costats), i una glàndula de vitel compacte o vitel·lari posterior a l'ovari.

## Taxonomia
Les famílies inclouen:
- Família Acoleidae Fuhrmann, 1899
- Família Anoplocephalidae - inclou diversos paràsits dels cavalls i el gènere Moniezia paràsit dels remugants.
- Família Amabiliidae Braun, 1900
- Família Davaineidae Braun, 1900 - comprèn 14 gèneres, la majoria dels quals són paràsits d'ocells.
- Família Dilepididae Railliet & Henry, 1909
- Família Diploposthidae Poche, 1926
- Família Dipylidiidae - el membre més important és Dipylidium caninum.
- Família Gryporhynchidae Spassky & Spasskaya, 1973
- Família Hymenolepididae Ariola, 1899 - inclou el gènere Hymenolepis, un paràsit dels humans.
- Família Progynotaeniidae Fuhrmann, 1936
- Família Schistotaeniidae Johri, 1959
- Família Taeniidae Ludwig, 1886 - inclou els paràsits del bestiar del gènere Taenia (causants de la teniosi) i paràsits que s'enquisten en l'ésser human del gènere Echinococcus (causants de l'equinococcosi).